# La poliziotta della squadra del buon costume
La poliziotta della squadra del buon costume è un film italiano del 1979 diretto da Michele Massimo Tarantini

## Trama
L'agente Gianna D'Amico vuol far carriera, cercando in tutti i modi di farsi assegnare alla squadra della buon costume; deve mettersi in luce e guadagnare il rispetto del commissario Nardecchia, ma non è cosa semplice per un'agente di polizia in gonnella, soprattutto per via del fatto che la D'Amico è talmente svampita da arrestare il suo diretto superiore, il commissario Scappavia. Finalmente, le capita l'occasione giusta per dimostrare la sua bravura: quando si imbatte in un giro di prostituzione e di tratta delle bianche che si nasconde dietro la facciata di un night club, sceglie di entrare in azione senza avvisare nessuno. Per compiere questa impresa, sfrutta la propria bellezza facendosi assumere nel locale come cantante.
Saputala in pericolo, in suo soccorso giungono sia il fidanzato, l'agente Arturo, sia la coppia di colleghi composta dal commissario Scappavia e dall'imbranato agente Tarallo, i quali si travestono da donne per fare ingresso nel locale: ma, avvicinati da due clienti, i due vengono smascherati.  Ne nasce una zuffa nella quale il boss fugge, inseguito da Gianna e Tarallo, cui si accodano Scappavia e Arturo: dopo un lungo inseguimento, i malviventi vengono tutti arrestati. Il commissario Scappavia viene quindi nominato capo della buoncostume e Gianna riesce a entrare nella squadra.

## Distribuzione
Il film arrivò nelle sale cinematografiche italiane il 10 agosto 1979, distribuito dalla Medusa.

## Galleria d'immagini

Lino Banfi guarda Edwige Fenech
Edwige Fenech
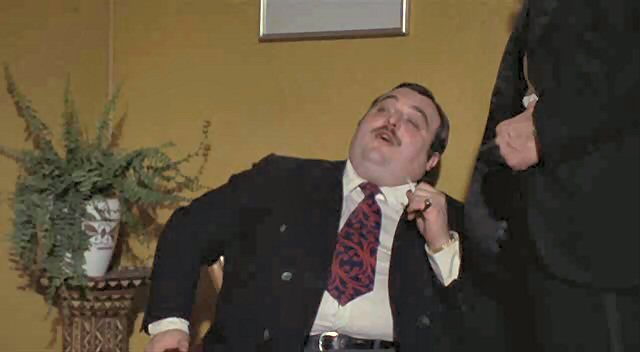
Franco Diogene
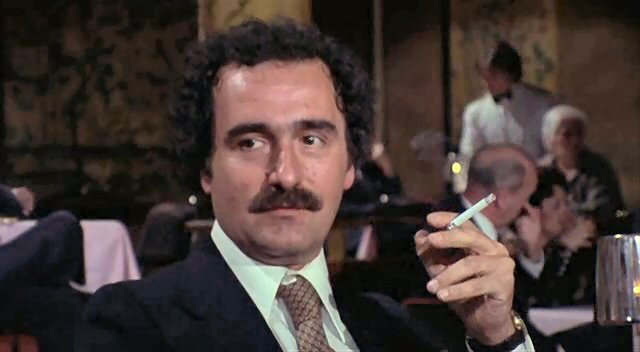
Sergio Tardioli
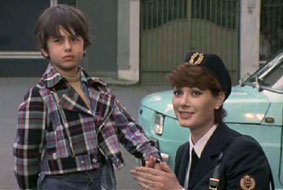
Gianluca Manunza e Edwige Fenech
Jimmy il Fenomeno